# بحيرة فيكتوريا

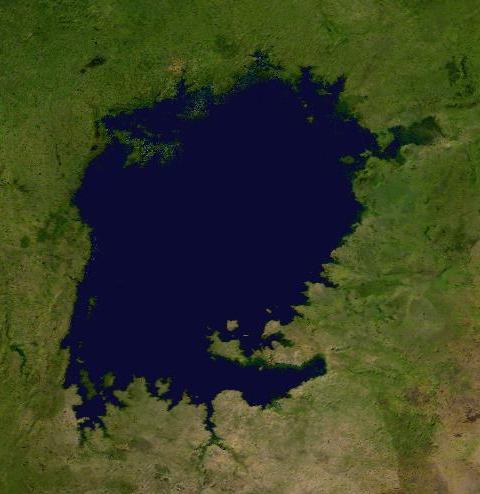
صورة لبحيرة فيكتوريا من الفضاء

بحيرة فيكتوريا هي ثاني أكبر بحيرة للمياه العذبة في العالم من حيث المساحة والأكبر في أفريقيا كما أنها أكبر بحيرة استوائية في العالم. تبلغ مساحتها 68870 كم مربع وقد أدى تشييد سد شلالات أوين على النيل في عامي 1949 و 1954 بسبب ارتفاع مستوى منسوب المياه في البحيرة بمعدل 90 سم إلى ارتفاع 1135 م فوق سطح البحر. ويبلغ عمق أعمق نقطة في البحيرة 82 م وتعد بحيرة فيكتوريا إحدى البحيرات العظمى الأفريقية وتطل عليها ثلاث دول هي كينيا وأوغندا وتنزانيا كما تضم البحيرة حوالي 3000 جزيرة أصبح بعضها وجهة لكثير من السياح.
ينبع من هذه البحيرة نهر النيل الأبيض، وكان أول من تكلم عن هذه الحقيقة الرحالة العربي الإدريسي حوالي 1160 م والذي خلف خريطة دقيقة للبحيرة. ولقد تم تسمية البحيرة على اسم قبل المستكشف جون هانينج سبيك، في تقاريره عد أول بريطاني يوثقها. أنجز سبيك ذلك في عام 1858، بينما كان في رحلة استكشافية مع ريتشارد فرانسيس بيرتون لتحديد مصدر نهر النيل. وهذه الحملة كانت برعاية مالية من الجمعية الجغرافية الملكية.
مع مساحة حوالي 59947 كم 2 (23146 ميل مربع)، بحيرة فيكتوريا هي أكبر بحيرة في أفريقيا من حيث المساحة، حيث تعتبر أكبر بحيرة إستوائية في العالم،  وثاني أكبر في العالم للمياه العذبة بعد بحيرة سوبيريور في أمريكا الشمالية. من حيث الحجم، تعد بحيرة فيكتوريا تاسع أكبر بحيرة قارية في العالم، وتحتوي على حوالي 2424 كيلومتر مكعب من المياه.  وتحتل بحيرة فيكتوريا منخفضًا ضحلًا في أفريقيا. إذ يبلغ الحد الأقصى لعمق البحيرة ما بين 80 و 84 مترًا (262 و 276 قدمًا)  ومتوسط عمق 40 مترًا (130 قدمًا). كما لها منطقة لمستجمعات المياه يغطي 169858 كم 2 (65583 ميل مربع). و البحيرة لديها خط ساحلي يبلغ 7142 كم (4,438 ميل) عندما تم رقمنتها على مستوى 1: 25000، وتشكل الجزر 3.7٪ من هذا الطول.  تنقسم مساحة البحيرة إلى ثلاث دول: كينيا تشغل 6٪ (4100 كم 2 أو 1600 ميل مربع)، أوغندا 45٪ (31000 كم 2 أو 12000 ميل مربع)، وتنزانيا 49٪ (33700 كم 2)أو 13000 ميل مربع).
تضم البحيرة العديد من أنواع الأسماك التي لا تعيش في أي مكان آخر، وخاصة البلطي وسمك الفرخ النيلي.

## الجيولوجيا

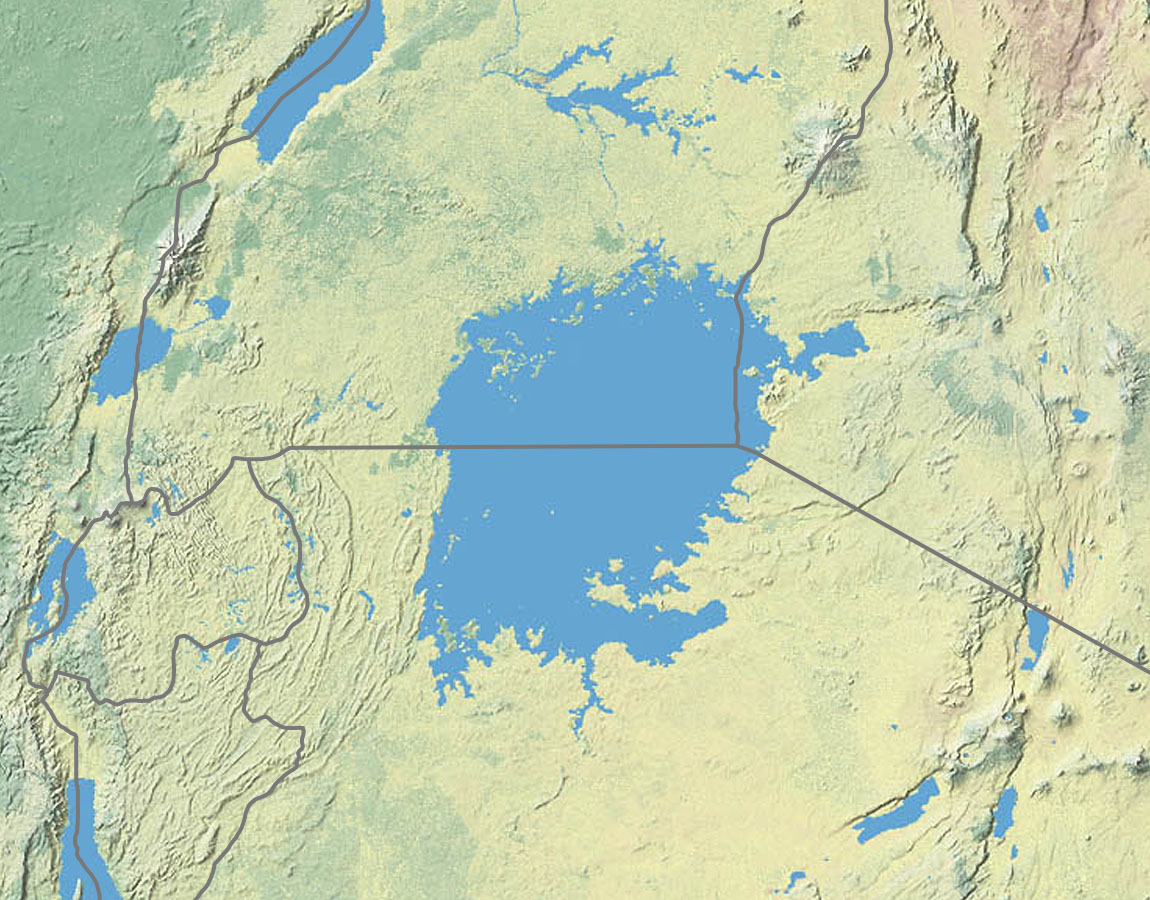
الخريطة النباتية الطبيعية لبحيرة فيكتوريا

من الناحية الجيولوجية، تعتبر بحيرة فيكتوريا صغيرة نسبيًا حيث يبلغ عمرها حوالي 400000 عام. تشكلت عندما تم سد الأنهار المتدفقة غربًا بواسطة كتلة قشرية صاعدة. خلال تاريخها الجيولوجي، مرت بحيرة فيكتوريا بتغيرات تتراوح من منخفضها الضحل الحالي إلى ما قد يكون سلسلة من البحيرات الأصغر بكثير. تُظهر النوى الجيولوجية المأخوذة من قاع بحيرة فيكتوريا أن بحيرة فيكتوريا جفت تمامًا ثلاث مرات على الأقل منذ تشكلها. من المحتمل أن تكون دورات التجفيف هذه مرتبطة بالعصور الجليدية الماضية، والتي كانت أوقاتًا انخفض فيها هطول الأمطار على مستوى العالم. وقد جفت بحيرة فيكتوريا آخر مرة منذ حوالي 17300 عام، وأعيد ملؤها منذ 14700 عام مع بداية العصر الأفريقي الرطب.

## الهيدرولوجيا وعلم المياه العذبة
تتلقى بحيرة فيكتوريا 80 في المائة من مياهها من الأمطار المباشرة. يتراوح متوسط التبخر على البحيرة بين 2.0 و 2.2 متر (6.6 و 7.2 قدم) سنويًا، أي ضعف معدل هطول الأمطار في المناطق النهرية. تتلقى بحيرة فيكتوريا مياهها بالإضافة إلى ذلك من الأنهار وآلاف الجداول الصغيرة. وكاجيرا هو أكبر نهر يتدفق إلى هذه البحيرة، على الشاطئ الغربي للبحيرة. يتم تجفيف بحيرة فيكتوريا فقط عن طريق نهر النيل بالقرب من جينجا، أوغندا، على الشاطئ الشمالي للبحيرة. في قطاع كينيا، الأنهار الرئيسية المؤثرة هي سيو، نزويا، يالا، نياندو، سوندو ميريو، موغويسي، وميغوري.
يعتبر نهر النيل النهر المتدفق الوحيد من بحيرة فيكتوريا فهو الذي يخرج من البحيرة بالقرب من جينجا، أوغندا. من حيث المياه المساهمة، وهذا ما يجعل بحيرة فيكتوريا المصدر الرئيسي لأطول فرع لنهر النيل. ومع ذلك، فإن المصدر الأبعد لحوض النيل، وبالتالي المصدر النهائي للنيل، غالبًا ما يُنظر إليه على أنه أحد الأنهار الفرعية لنهر كاجيرا (يبقى الرافد الدقيق غير محدد)، والذي ينشأ إما في رواندا أو بوروندي. يُعرف الجزء العلوي من النيل عمومًا باسم نهر فيكتوريا حتى يصل إلى بحيرة ألبرت. على الرغم من أنه جزء من نفس نظام النهر المعروف باسم النيل الأبيض ويشار إليه أحيانًا على هذا النحو، بالمعنى الدقيق للكلمة، إلّا أنه لا ينطبق عليه هذا الاسم إلا بعد أن يعبر النهر الحدود الأوغندية إلى جنوب السودان في الشمال.
أصبحت مؤخرا تظهر على البحيرة ظروف التخثث. ففي الفترة 1990-1991، كانت تركيزات الأكسجين في الطبقة المختلطة أعلى مما كانت عليه في 1960-1961، مع فرط التشبع المستمر للأوكسجين في المياه السطحية. كانت تركيزات الأوكسجين في المياه قليلة الحركة (أي طبقة الماء التي تقع تحت الخط الحراري، وهي غير دائرية، وتظل باردة دائمًا) أقل في الفترة 1990-1991 لفترة أطول مما كانت عليه في 1960-1961، بقيم أقل من 1 مجم لكل لتر (أقل من 0.4 جرام / قدم مكعب) يحدث في المياه الضحلة مثل 40 مترًا (130 قدمًا) مقارنةً بأضخم حدث يزيد عن 50 مترًا (160 قدمًا) في عام 1961. وتعتبر التغييرات في الأكسجة متوافقة مع قياسات الكتلة الحيوية الطحلبية العالية والإنتاجية. وقد نشأت هذه التغييرات لأسباب متعددة: الاحتراق المتتالي داخل حوضها، السخام والرماد الذي ترسب على مساحة البحيرة الواسعة. من تدفقات المغذيات المتزايدة عبر الأنهار، ومن التلوث المتزايد المرتبط بالاستقرار على طول شواطئها.

## قياس الأعماق

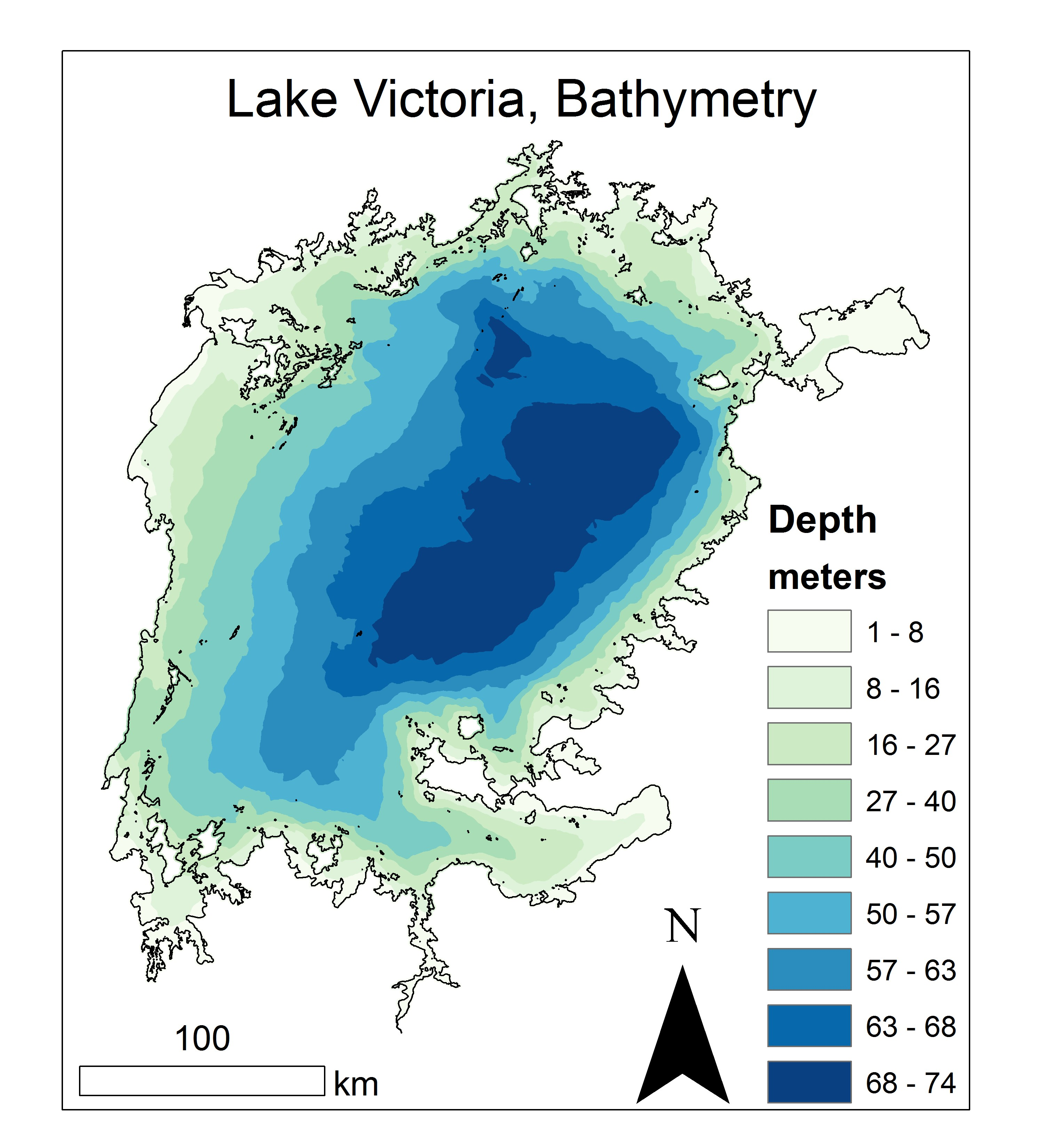
خريطة تبين تدرج العمق في بحيرة فيكتوريا

تعتبر البحيرة بحيرة ضحلة بالنظر إلى مساحتها الجغرافية الكبيرة مع أقصى عمق يبلغ حوالي 80 مترًا (260 قدمًا) ومتوسط عمق 40 مترًا (130 قدمًا). وقد قام مشروع عام 2016 برقمنة عشرة آلاف نقطة وإنشاء أول خريطة حقيقية لقياس الأعماق للبحيرة. يتقابل الجزء الأعمق من البحيرة إلى الشرق من البحيرة بالقرب من كينيا وتكون البحيرة عمومًا ضحلة في الغرب على طول الخط الساحلي الأوغندي والجنوب على طول الخط الساحلي التنزاني.

## الحياة البرية في البحيرة

### الثدييات
تعيش العديد من أنواع الثدييات في منطقة بحيرة فيكتوريا، ويرتبط بعضها ارتباطًا وثيقًا بالبحيرة نفسها والأراضي الرطبة القريبة. ومن بين هذه هي فرس النهر، قضاعة الأفريقية، النمس، ظبي السبخة، ريدبك بوهور، ديفاسا اتيربوك، فئران القصب، والقضاعة الأفريقية العملاقة.

### الزواحف
تحتوي البحيرة والمناطق القريبة منها على عدد كبير من تماسيح النيل، فضلا عن السلاحف ذوي الخوذات، وسلاحف الطين المتغير، ك«ويليامز» سلحفاة الطين. وتقتصر سلحفاة ويليامز الطينية على بحيرة فيكتوريا وغيرها من البحيرات والأنهار والمستنقعات في حوض النيل العلوي.

### الطيور

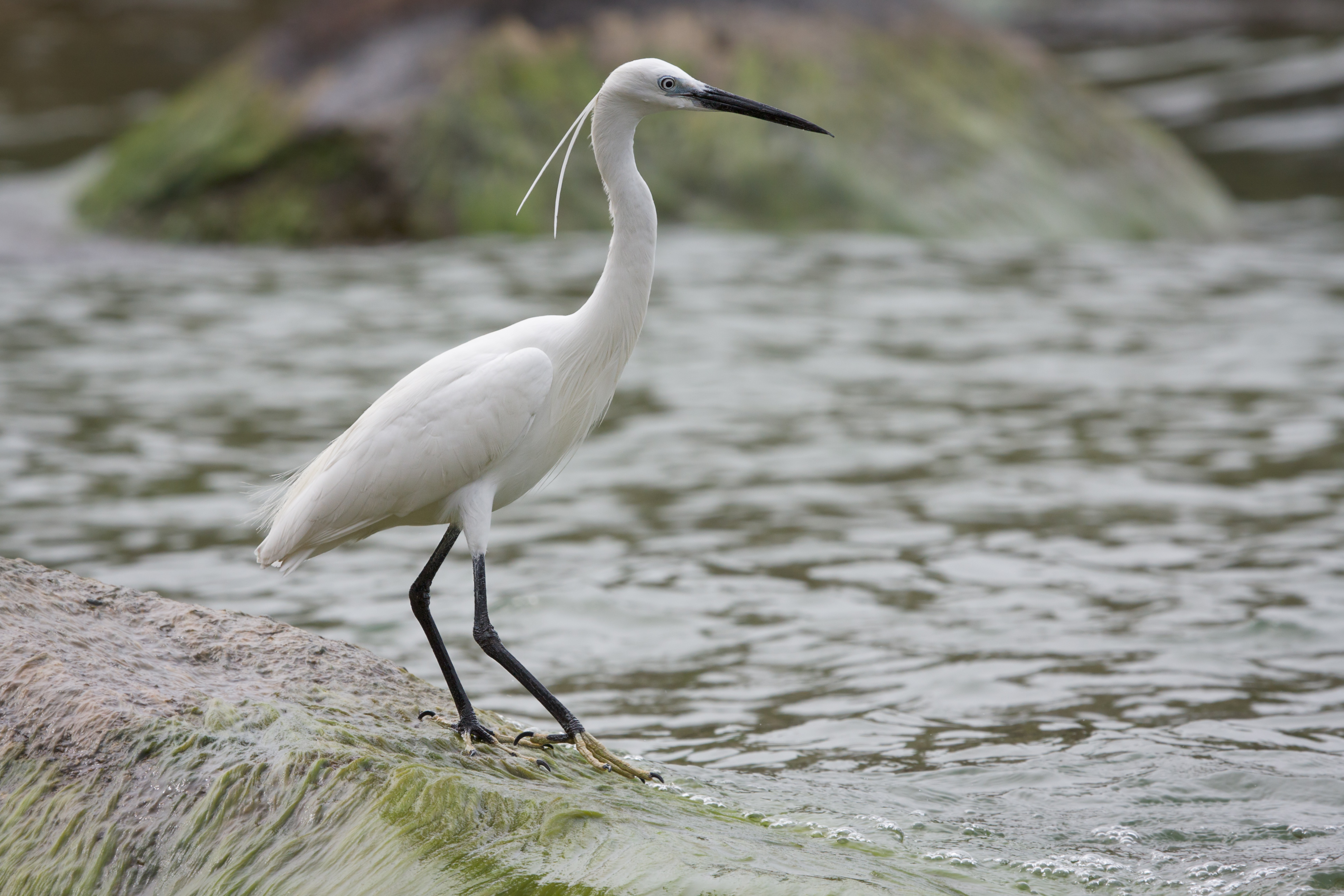
صورة لبلشون صغير قرب البحيرة

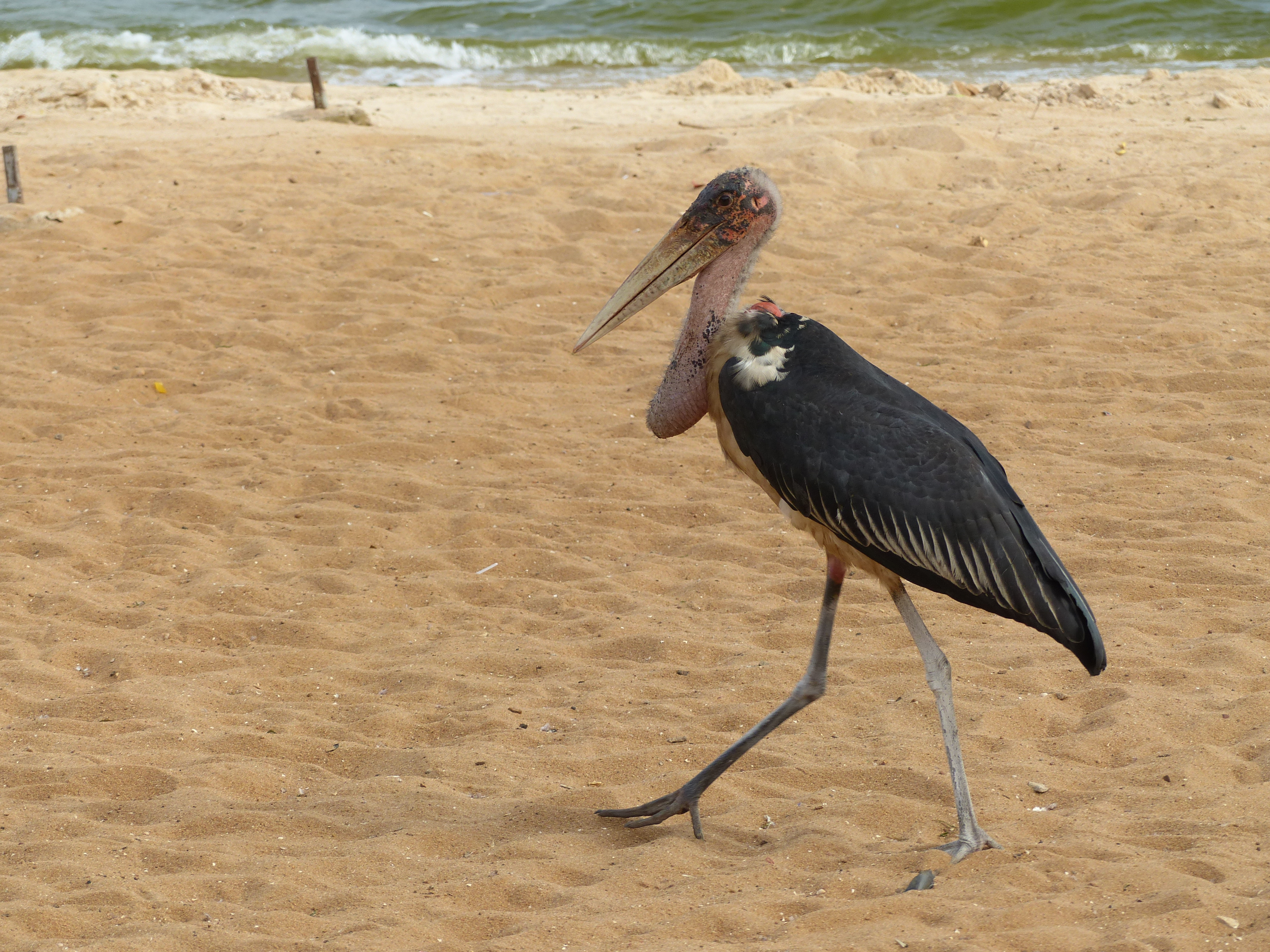
طائر ليبتوبتيلوس كرومونيفيروس

عند بحيرة فيكتوريا نقطة عبور لعدد كبير من الطيور المهاجرة، ولكنها أيضًا بيئة معيشية لعدد كبير من الأنواع المقيمة. في المستنقعات الكثيفة، تجد العديد من الحيوانات المأوى والطعام. هذا المكان يعيش فيه أبو مركوب (ريكس)، الذي يتغذى على الأسماك، البرمائيات، والشباب السلاحف ويصنف حاليا منصب الأنواع المعرضة للخطر. هناك أيضًا طيور نموذجية في مستنقعات البردي مثل كاروثير سيستيكول وسيستيكولا كاروثوريسي، وكان أيضا روسيرول اكروسيفالوس، صائد الذباب في المستنقع (Muscicapa aquatica)، السلطعون أبيض الجناح (Bradypterus carpalis) ونوعان من الأنواع المهددة بالانقراض، الكلوروبيتي المائي (Chloropeta gracilirostris) والبردي.
في المياه أكثر انفتاحا، يمكنك إيجاد طائر الطوالة البيضاء (Himantopus himantopus)، ولكن أيضا عدة أنواع من الغاق: طائر الغاق الكبير، (Phalacrocorax) كاربو، والغاق الأفريقي، (Phalacrocorax)، وكذلك مختلف أنواع مالك الحزين في (crabeater Ardeola idae) والبلشون (مالك الحزين الولد الصغير، البلشون الأسود العظيم). والنورس الرمادي (LARUS cirrocephalus) والخرشنة هانسيل (ستيرنا النيلية) في مناطق المياه المفتوحة البعيدة عن الشاطئ.
في السافانا المشجرة التي تحيط بالبحيرة، يمكننا أن نلاحظ طائر الرفراف السنغالي (Halcyon senegalensis)، وهو طائر ملون جدًا ينتمي إلى نفس عائلة أسماك الملوك. بالقرب من الشاطئ، يمكننا في بعض الأحيان رؤية الوذمة الدودية أو الباربيكان، أو الطائر الأسود ذو الحلق الأحمر الشديد، أو حتى أنواع مختلفة من سوي مانغاس، والطيور النكتيرية التي يجب عدم الخلط بينها وبين الطيور - الذباب، بما في ذلك طائر الشمس أحمر حزام (نكتارينيا).

### الأسماك

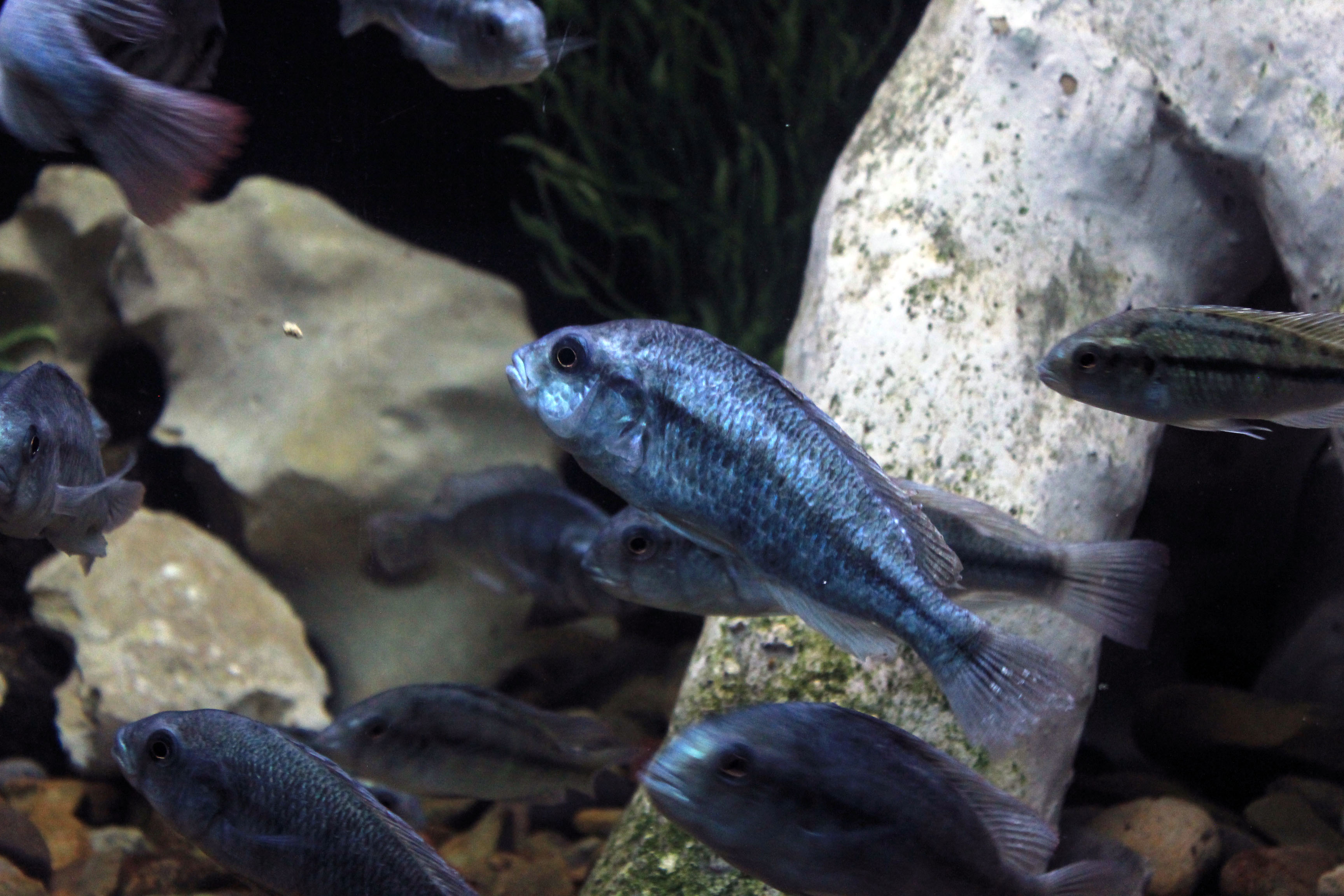
سمكة السيشيلد التي تعيش في البحيرة

كانت بحيرة فيكتوريا في السابق غنية جدًا بالأسماك، بما في ذلك العديد من الأنواع المتوطنة، ولكن نسبة عالية منها انقرضت خلال الخمسين عامًا الماضية. المجموعة الرئيسية في بحيرة فيكتوريا هي السيشليد الفردوسي مع أكثر من 500 نوع، كلها تقريبًا مستوطنة،  وتشمل ما يقدر بنحو 300 نوع لا يزال غير معروف. هذا النوع من الأسماك أكثر بكثير من أي بحيرة أخرى في العالم، باستثناء بحيرة ملاوي. ويعتبر هذا الوضع نتيجة للإشعاع التكيفي السريع في حوالي 15000 سنة الماضية. كان تنوعها الاستثنائي وسرعة تطورها موضوعات للعديد من العلماء الذين يدرسون القوى التي تدفع ثراء الحياة في كل مكان. وتعد الكرومونات الفردية الفيكتورية جزءًا من مجموعة أقدم تضم أكثر من 700 نوع وثيق الصلة، بما في ذلك أيضًا تلك الموجودة في العديد من البحيرات الأصغر في المنطقة، ولا سيما كيوجا، و، وألبرت، وكيفو.
وتعتبر معظم هذه البحيرات ضحلة نسبيًا (مثل فيكتوريا) وجزء من حوض النيل العلوي الحالي. الاستثناء هو بحيرة كيفو، وهي جزء من حوض نهر الكونغو الحالي، ولكن يُعتقد أنها مرتبطة بحيرتي إدوارد وفيكتوريا عن طريق الأنهار حتى نهوض أجزاء من صدع شرق إفريقيا. قد تكون هذه البحيرة العميقة بمثابة «خزان تطوري» لهذه المجموعة أحادية اللون في الفترات التي جفت فيها البحيرات الضحلة الأخرى في المنطقة، كما حدث في بحيرة فيكتوريا منذ حوالي 15000 عام. في التاريخ الحديث، كان من السهل الوصول إلى بحيرة كيوجا فقط من أسماك السيشليد الفيكتورية، مثل حركة المصب من نهر فيكتوريا (إلى بحيرة ألبرت) تم منعه من خلال سلسلة من الشلالات، ولا سيما مورشيسون. في المقابل، كانت شلالات أوين (التي غمرها سد الآن) بين فيكتوريا وكيوجا في الأساس سلسلة من المنحدرات التي لم تمنع تحركات الأسماك بشكل فعال بين البحيرات.
وتعيش في فيكتوريا أسماك الأبلوكرومين (الذكور نسبيا ذات الألوان الزاهية، الإناث مملة)، والبيئة التي هي متنوعة للغاية، والوقوع في ما لا يقل عن 16 مجموعة، بما في ذلك تيتريتيفور، زوبلانكايفور، موليسكيفور وبسيكيفور. ونتيجة، للإثراء الغذائي وغيرها من التغييرات على النظام البيئي، فمن المقدر أن 200 على الأقل من الأنواع (حوالي 40٪) من هابلوكرومين بحيرة فيكتوريا قد انقرضت، بما في ذلك أكثر من 100 نوع غير موصوف. في البداية كان يُخشى أن يكون هذا العدد أعلى، وفقًا لبعض التقديرات، 65٪ من إجمالي الأنواع،  ولكن تم إعادة اكتشاف العديد من الأنواع التي كان يُخشى أنها انقرضت بعد أن بدأ سمك الفرخ النيلي في الانخفاض في التسعينيات. العديد من الأنواع المتبقية مهددة بشكل خطير ومن الممكن انقراضات إضافية. نجت بعض الأنواع في بحيرات الأقمار الصناعية الصغيرة القريبة، وقد نجت في الملاجئ بين الصخور أو نباتات البردي (تحميها من جثم النيل)، أو تكيفت مع التغيرات التي يسببها الإنسان في البحيرة نفسها  تتضمن هذه التكيفات مساحة خيشومية أكبر (تكيف مع الماء الذي يفتقر إلى الأكسجين)، والتغيرات في جهاز التغذية، والتغيرات في العينين (مما يمنحها رؤية أفضل في الماء العكر) ورأس أصغر/ أكبر السويقة الذيلية (تسمح بالسباحة بشكل أسرع). تأثرت الأسماك الآكلة للأسماك (المتأثرة بالافتراس والمنافسة من الفرخ النيلي) والرخويات وآكلة الحشرات بشكل خاص مع العديد من الانقراضات. انقرضت أنواع أخرى في شكلها النقي، لكنها بقيت على قيد الحياة كهجينة بين الأقارب المقربين (خاصة بين الحيوانات الحارقة). كانت العوالق الحيوانية هي الأقل تأثراً، وفي أواخر التسعينيات وصلت إلى كثافات مماثلة أو أعلى من الكثافة قبل التدهور الحاد، على الرغم من أنها تتكون من عدد أقل من الأنواع وغالباً ما تحول نظامها الغذائي نحو اللافقاريات الكبيرة . بعض الأنواع المهددة بالانقراض في بحيرة فيكتوريا لديها تجمعات «تأمين» أسيرة في حدائق الحيوان والأحواض المائية العامة وبين الأحياء المائية الخاصة، وهناك عدد قليل من الأنواع المنقرضة في البرية.

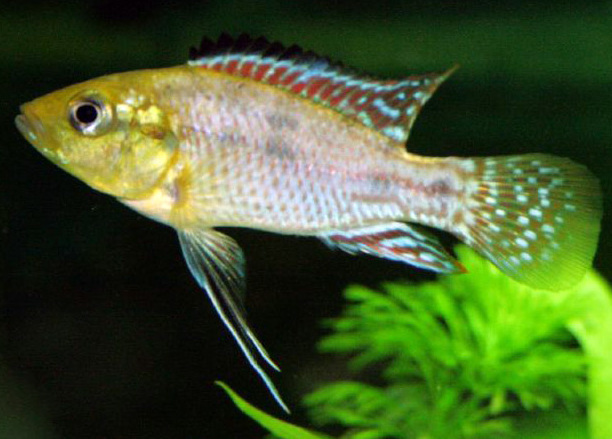
سمكة بسودوسرنيلابروس متعددة الألوان

وقبل الانقراض الجماعي الذي حدث بين أسماك البلطي في البحيرة في الخمسين عامًا الماضية، كان حوالي 90 في المائة من أنواع الأسماك المحلية في البحيرة هي أحادية اللون. وبغض النظر عن الصبغة الفردية، فإن البلطي الوحيد الأصلي في فيكتوريا هو نوعان من البلطي المهددين بالانقراض، وهما البلطي سينجيدا والبلطي فيكتوريا.
في 1927-1928 أجرى مايكل جراهام أول مسح منهجي لمصايد بحيرة فيكتوريا. في تقريره الرسمي عن الحملة، كتب جراهام أن «إنجيج أو ساتو البلطي الإسكولينتا، هو أهم الأسماك الغذائية في البحيرة، سواء للاستهلاك المحلي أو غير المحلي. ولا توجد سمكة أخرى تضاهيها في جودة اللحم. إنه حجم مناسب للتجارة، ويسافر جيدًا ويوجد بأعداد أكبر بكثير من الأسماك المهمة الأخرى، مثل سيموتوندو (لوجاندا) وباغروس .».  علاوة على ذلك، لاحظ جراهام أن إدخال شبكة الكتان الخيشومية الأوروبية مما لا شك فيه أن شبكة 5 بوصات قد تسببت في انخفاض عدد تلك الأسماك في تلك الأجزاء من خليج كافيروندو والشاطئ الشمالي للبحيرة وجزر سيسي والتي تقع في مكان مناسب بالقرب من الأسواق.  شملت المصيد المسح في 1927-1928 عدة أنواع التي يعتقد الآن أن تنقرض، بما في ذلك: هابلوكروميس فلافيبينيس ، هابلوكروميس لونغيروستري وهابلوكروميس ماكروغراتوس.
بالإضافة إلى كونه ناتجًا عن إدخال سمك الفرخ النيلي، فقد تم إلقاء اللوم أيضًا على انقراض البلطي في جنس هابلوكروميس على التخثث في البحيرة. تعتمد خصوبة المياه الاستوائية على معدل إدخال العناصر الغذائية إلى المحلول. توفر الأنهار المؤثرة في بحيرة فيكتوريا القليل من العناصر الغذائية للبحيرة فيما يتعلق بحجمها. لهذا السبب، يُعتقد أن معظم العناصر الغذائية لبحيرة فيكتوريا محجوزة في رواسب قاع البحيرة. هذه المادة النباتية في حد ذاتها تتحلل ببطء. ومع ذلك، فإن لحم الحيوان يتحلل بشكل أسرع بكثير، لذا فإن خصوبة البحيرة تعتمد على معدل امتصاص الأسماك والكائنات الأخرى لهذه العناصر الغذائية. ليس هناك شك في ذلك وقد لعبت هابلوكروميس دورًا مهمًا في إعادة المخلفات والعوالق إلى المحلول.  يوجد ما يقرب من 80 في المائة من هذه الأنواع تتغذى على المخلفات، وقادرة بنفس القدر على تغذية بعضها البعض، فإنها تمثل نظام إعادة تدوير داخلي محكمًا، وتحريك العناصر الغذائية والكتلة الحيوية رأسياً وأفقياً عبر عمود الماء وحتى خارج البحيرة عن طريق الافتراس من قبل البشر والحيوانات الأرضية. ومع ذلك، ربما تكون إزالة هابلوكروميس قد ساهمت في زيادة تواتر تكاثر الطحالب ،  والتي قد تكون بدورها مسؤولة عن القتل الجماعي للأسماك .

### أسماك أخرى
وتشمل الأسماك المحلية غير القشريات تيتراس الأفريقية (برايسينوس)، الكارب (انتروميوس ، غاررا ، لابيو ، لابيوباربوس ، راستريونوبولا)، أسماك السلور المتنفسة للهواء (كلاريلابيس ، نوع كلارياس)، سمك السلور، سمك السلور لوتش، أسماك الكيلي فيش، ثعبان البحر الشوكي، الأسماك الفيلية ، قنومة والسمكة الرئوية الرخامية.

### الحشرات
واستعمرت مياه بحيرة فيكتوريا المائية الحشرات ، نوتونيكت من بين أمور أخرى، والعديد من الحشرات اليرقات . نلاحظ بشكل دوري فوق مياه البحيرة ظهور السحب الحقيقية للحشرات. تتشكل هذه الأخيرة عندما الحوريات من أنواع معينة (شعريات الأجنحة ، الخوبرة ، الذلفاوات، ذباب مايو ، أودونات ، الهاموش والبعوض) تتحولهذه الحشرات إلى البلوغ وتأخذ الرحلة. الغالبية منها غير ضارة ولكن يمكن أن تكون مزعجة لسكان الحي.
ويمكن لبعض البعوض أن تنقل الأمراض مثل الملاريا وحمى شيكونغونيا والحمى الصفراء . على ضفاف والتجمعات الدورية للماشية جذب ذبابة التسي تسي، وقادرة على نقل مرض النوم الناجم عن والمثقية (الأوالي). والذباب الأسود يمكن أن تنقل الأمراض التي تسببها الديدان الخيطية الطفيلي (داء كلابية الذنب، وداء الخيطيات). في كل عام ، يجذب موسم الأمطار أسرابًا من المليارات من الشابوروس الذي يصنع به الكافيروندو كعكة الذبابة.

### القشريات
أربعة أنواع من سرطانات المياه العذبة معروفة من بحيرة فيكتوريا: بوتامونوتيس نيلوتيسوس منتشر في البحيرة وقد تم تسجيل ايميني في محيط بوكوبا في تنزانيا، ولكن كلاهما موجود أيضًا في أماكن أخرى في أفريقيا.  آخرها تم وصفها علميًا لأول مرة في عام 2017 ولا يُعرف عنها سوى القليل جدًا: لا يُعرف انتيبي إلا بالقرب من عنتيبي (تم جمع العينة الوحيدة المعروفة في عام 1955 ومن غير المعروف ما إذا كانت موجودة في المنطقة أو بالقرب منها البحيرة) وسرطان بوسونغوي الذي يتواجد فقط في جزيرة بوسونغوي في الجزء الشمالي الغربي من البحيرة. ومن المحتمل أن يكون هذا الأخير هو أصغر سلطعون أفريقي في المياه العذبة يصل عرض درعه إلى حوالي 1.6 سم (0.6 بوصة)، على الرغم من أن . كانتسيور في نهر كاجيرا وسلطعون بوليتا في بحيرة تنجانيقا وكلاهما صغيرين تقريبًا.
كما ويعتبر نوع الجمبري الوحيد المتواجد في البحيرة هو كاريدينا نيلوتيكا.

### الرخويات
بحيرة فيكتوريا هي موطن ل28 نوعا من القواقع في المياه العذبة (على سبيل المثال، بيلايما، بيومفلاريا ، بولينس وكليوباترا)، بما في ذلك 12 من الأنواع المستوطنة.  وهناك 17 نوعا من ذوات الصدفتين (كوربيكولا، كولاتورا، سفاريوم، وبيسانو دونتا)، بما في ذلك 6 من الأنواع المستوطنة . ومن المحتمل أن أنواع القواقع غير الموصوفة باقية. بالمقابل ، تشير الدراسات الجينية إلى أن البعضقد تكون المجموعات المميزة شكليًا، والتي يُنظر إليها تقليديًا على أنها أنواع منفصلة ومجرد متغيرات من نوع واحد. اثنان من أجناس الحلزون، بيومفلاريا وبولينس، هي العائل الوسيط للطفيل البلهارسيا (البلهارسيا). تنتشر العدوى البشرية بهذا الطفيل في بحيرة فيكتوريا.  قد يزداد هذا نتيجة انتشار صفير الماء الغازية (موطن الحلزون الأمثل)، وفقدان العديد من البلطي آكل الحلزون في البحيرة.

### العناكب
يتواجد فقط حول بحيرة فيكتوريا في كينيا وأوغندا العنكبوت إيفارشا كوليسيفورلا وهو نوع من العنكبوت القافز (عائلة سالتيسيدا) ويتغذى بشكل أساسي على إناث البعوض.

### النبات
في المستنقعات والمناطق، على الشاطئ أو في أعماق ضحلة، نجد أنواع مختلفة مثل النجيلية (ميسكانتوس البنفسجية، ليرسيا هيكسندرا)، الطحالب، والقصب من جنس قيصوب، أعشاب البرك (جنس تيفا)، وأعشاب البرك (جنس Potamogeton) بالإضافة إلى أنواع شتى من زنابق الماء.
وعلى طول الضفاف، محمية من الأمواج، توجد نباتات مهمة تخترق أفواه روافد معينة. من بين هذه النباتات ورق البردي (Cyperus papyrus)، الذي يصل ارتفاعه إلى أربعة إلى خمسة أمتار. هذه هي البردية التي نمت على طول نهر النيل في مصر قبل بضعة آلاف من السنين، لكنها اختفت الآن من ذلك البلد. لا تزال توجد في جنوب السودان وحول بحيرة فيكتوريا حيث تغطي مساحات كبيرة. سرخس (Cyclosorus interruptus فار. ستراياتس)، اللبخ (مثل فيريسولوزا اللبخ) ونباتات Limnophyton الأسرة يمكن العثور عليها أيضا في نفس المناطق .(Limnophyton Obstusifolium)
في المناطق الهادئة نجد النباتات المائية مثل حامول الماء (جنس حامول الماء)، حب مائية (Hydrilla الدويرية، جنس Vallisneria)، والخفافيش السباحة أو كستناء الماء (Trapa natans) الذي هو ثمرة صالحة للأكل، والنجيلية يسمى فرس النهر العشب، أو "العشب فرس النهر (Vossia cuspidata) ونباتات من جنس Ceratophyllum . كل منهم يساعد في خلق موائل للعديد من الحيوانات الصغيرة. بستيا أو خس الماء (طبقات بستيا) يبدو أنه اختفى بسبب تكاثر نبات آخر وهو نبات صفير الماء (Eichornia crassipes).

## مصايد بحيرة فيكتوريا
مساحة البحيرة مقسمة بين كينيا (6%)، وأوغندا (45%) وتنزانيا (49%). وبها أهم مصايد البحيرات العظمى الإفريقية نظرًا للزيادة الكبيرة في مصيد أسمـاك البياض النيلي (التي أُدخلت في النظام البيئي في أواخر عقد الخمسينات من القرن العشرين) اعتباراً من منتصف الثمانينات.
بلغ مصيد أسماك البياض النيلي من الجزء التابع لكينيا من بحيرة فكتوريا ذروته في 1994 (حسب تقديرات منظمة الأغذية والزراعة). خلال الستينات والسبعينات من القرن العشرين، أصيبت كميات المصيد من بحيرة فكتوريا بأكملها بالركود النسبي وفي عقد الثمانينات، تحققت زيادة كبيرة جداً في أسماك البياض النيلي سواء من حيث الكميات النسبية أو المطلقة، وهكذا تكون مصايد الأسماك في أنحاء بحيرة فكتوريا قد تحولت بحلول سنة 1990، من وجهة نظر المحصول، من مصدر لمجموعة كبيرة من الأنواع المتعددة إلى مصدر يقوم على نوعين وافدين ونوع واحد متوطن. وأصبحت أسماك البياض الوافدة هي المصدر الرئيسي للنظام الجديد (60 في المائة)، تليها في المرتبة أسماك الشبوط الفضي (باللاتينية: Rastrineobola argentea) (بنسبة 20 في المائة) وتأتي أسماك البلطي النيلي في المرتبة الثالثة (10 في المائة).
حدث توسع كبير في مصايد أسماك الشبوط الفضي بصفة خاصة. وتحتل تلك أسماك المرتبة الثانية من الناحية التجارية بعد أسماك البياض النيلي، وتُستغل وتُتاجر على نطاق واسع في حوض بحيرة فكتوريا وخارجه. تتميز بالأسماك الفيش الذكية.

Lake Victoria والوادي المتصدع الكبير

ولتعزيز الصيد، تم إدخال العديد من أنواع البلطي وسمك الفرخ النيلي إلى البحيرة في الخمسينيات من القرن الماضي. ومع ذلك، استمر السكان الأصليون في السيطرة على مصايد الأسماك حتى سبعينيات القرن الماضي حيث كان انخفاضهم يعني أن هناك تحولًا قويًا نحو البلطي النيلي غير الأصلي (الآن 7 في المائة من المصيد)، وسمك الفرخ النيلي غير الأصلي (60 في المائة) وبحيرة فيكتوريا الأصلية. السردين (30 بالمائة). نظرًا لصغر حجمه، فإن سمك السردين المتوفر في المياه المفتوحة في بحيرة فيكتوريا كان يدعم المصايد الصغيرة فقط حتى تراجع عدد السكان الأصليين الآخرين. في الذروة في أوائل التسعينيات، تم إنزال 500.000 طن (490.000 طن طويل؛ 550.000 طن قصير) من سمك الفرخ النيلي سنويًا في بحيرة فيكتوريا، لكن هذا انخفض بشكل كبير في السنوات اللاحقة.

## القضايا البيئية
يرتبط عدد من القضايا البيئية ببحيرة فيكتوريا، وقد أطلق على الاختفاء الكامل للعديد من أنواع السيشليد المتوطنة «المثال الأكثر دراماتيكية للانقراضات التي يتسبب فيها الإنسان داخل نظام بيئي».

### الأسماك الغازية
ابتداءً من الخمسينيات من القرن الماضي، تم إدخال العديد من الأنواع إلى بحيرة فيكتوريا حيث أصبحت غازية وسببًا رئيسيًا لانقراض العديد من البلوكرومين المستوطن .  ومن بين المقدمات عدة البلطي: أبو الحناء (Coptodon rendalli)، (C. zillii)، النيل (البلطي) والبلطي الأزرق رصدت (O. leucostictus). على الرغم من أن هذه قد ساهمت في انقراض الأسماك المحلية من خلال إحداث تغييرات كبيرة في النظام البيئي، إلا أن السكان الأصليين الذين تجاوزوا المنافسة (في حالة البلطي النيلي) من المحتمل أن يتم تهجينهم مع البلطي المحلي المهددة بشدة، إلا أن الإدخال الأكثر شهرة هو النيل الكبير المفترس.
في وقت مبكر من عشرينيات القرن الماضي، تم اقتراح إدخال مفترس كبير في أعماق البحار مثل الفرخ النيلي لتحسين مصايد الأسماك في البحيرة. في الوقت نفسه، تم تحذيره من أن هذا قد يمثل خطرًا خطيرًا على أنواع الأسماك المحلية ويتطلب بحثًا مكثفًا حول الآثار البيئية المحتملة قبل القيام به. هذه التحذيرات تتعلق في المقام الأول بالبلطي الأصلي O. esculentus، حيث اعتبرت الحكومة الاستعمارية البلطي الصغير الفردوسيكرومين (على الرغم من لعبه دورًا مهمًا في المصايد المحلية) «أسماك القمامة».  في العقود التالية، استمر الضغط لإدخال سمك الفرخ النيلي، كما استمرت التحذيرات حول الآثار المحتملة لفعل ذلك. أول إدخال لسمك الفرخ النيلي إلى المنطقة، والذي قامت به إدارة الصيد ومصايد الأسماك الأوغندية (التي كانت جزءًا من الحكومة الاستعمارية) وحراس الأسماك الأفارقة المحليين، حدث عند منبع شلالات مورشيسون مباشرة بعد الانتهاء من سد شلالات أوين في عام 1954. هذا سمح لها بالانتشار إلى بحيرة كيوجا حيث تم إطلاق سمكة نيلية إضافية في عام 1955، ولكن ليس في فيكتوريا نفسها. جادل العلماء بأن المزيد من التقديم يجب أن ينتظر حتى تظهر الأبحاث تأثير الإدخال في كيوجا، ولكن بحلول أواخر الخمسينيات من القرن الماضي، بدأ صيد سمك الفرخ النيلي في بحيرة فيكتوريا. نظرًا لوجود هذا النوع بالفعل، كانت هناك اعتراضات قليلة عندما تم نقل المزيد من أسماك الفرخ النيلي إلى فيكتوريا لتعزيز المخزون في 1962-1963. أصل مقدمات فيكتوريا الأولى في الخمسينيات من القرن الماضي ليس واضحًا تمامًا ولا يوجد دليل قاطع على ذلك. نفى مسؤولو إدارة الصيد ومصايد الأسماك في أوغندا (UGFD) تورطهم، لكن الأدلة الظرفية تشير إلى خلاف ذلك، وقال الأفارقة المحليون العاملون من قبل UGFD أنهم أدخلوا النوع في 1954-1955 بموجب توجيه من كبار المسؤولين. جادل مسؤولو UGFD بأن سمك الفرخ النيلي لا بد أن يكون قد امتد إلى بحيرة فيكتوريا بأنفسهم عن طريق المرور عبر سد شلالات أوين عند إغلاقه للصيانة، ولكن هذا يعتبر غير مرجح للغاية من قبل العديد من العلماء. انتشر سمك الفرخ النيلي في جميع أنحاء البحيرة بحلول عام 1970. في البداية كان عدد سكان سمك الفرخ النيلي منخفضًا نسبيًا، ولكن حدثت زيادة كبيرة، وبلغت ذروتها في الثمانينيات، تلاها انخفاض بدأ في التسعينيات.
بسبب وجود سمك الفرخ النيلي، فقد تم تعطيل التوازن الطبيعي للنظام البيئي للبحيرة. يتم تغيير السلسلة الغذائية وفي بعض الحالات كسرها بسبب عادات الأكل العشوائية لسمك الفرخ النيلي. يسمح الانخفاض اللاحق في عدد الأسماك الآكلة للطحالب للطحالب بالنمو بمعدل ينذر بالخطر، مما يؤدي إلى خنق البحيرة. تؤدي الكميات المتزايدة من الطحالب، بدورها ، إلى زيادة كمية المخلفات (المواد النباتية الميتة) التي تتساقط إلى الأجزاء العميقة من البحيرة قبل أن تتحلل. كنتيجة ثانوية لهذا، يتم استنفاد مستويات الأكسجين في الطبقة العميقة من الماء. بدون الأكسجين، لا يمكن لأي حياة هوائية (مثل الأسماك) أن توجد في الأجزاء العميقة من البحيرة، مما يجبر الحياة كلها على الوجود ضمن نطاق ضيق من العمق. وبهذه الطريقة، أدى سمك الفرخ النيلي إلى تدهور النظام البيئي المتنوع والمزدهر الذي كان في السابق بحيرة فيكتوريا.
مئات الأنواع المستوطنة التي تطورت في ظل الظروف الخاصة التي توفرها حماية بحيرة فيكتوريا فقدت بسبب الانقراض ، ولا يزال العديد منها مهددًا. إن خسارتهم مدمرة للبحيرة، ومجالات البيئة ، وعلم الوراثة وعلم الأحياء التطوري، وبشكل أكثر وضوحًا، لمصايد الأسماك المحلية. كانت المصايد المحلية تعتمد في السابق على صيد الأسماك الرئوية والبلطي والكارب والقرموط التي تشكل النظام الغذائي المحلي. واليوم، فإن تكوين وعوائد هذه المصيد من الأسماك تكاد تكون معدومة. تسبب نفوق الأسماك على نطاق واسع، وسمك الفرخ النيلي، وفقدان الموائل، والصيد الجائر في انهيار العديد من مصايد الأسماك وعدم توفر العديد من مصادر البروتين في السوق للاستهلاك المحلي. على الرغم من ذلك، فقد تمكنت قلة من مصايد الأسماك من التحول إلى صيد سمك الفرخ النيلي، حيث يتطلب ذلك قدرًا كبيرًا من الموارد الرأسمالية.

### غزو صفير الماء

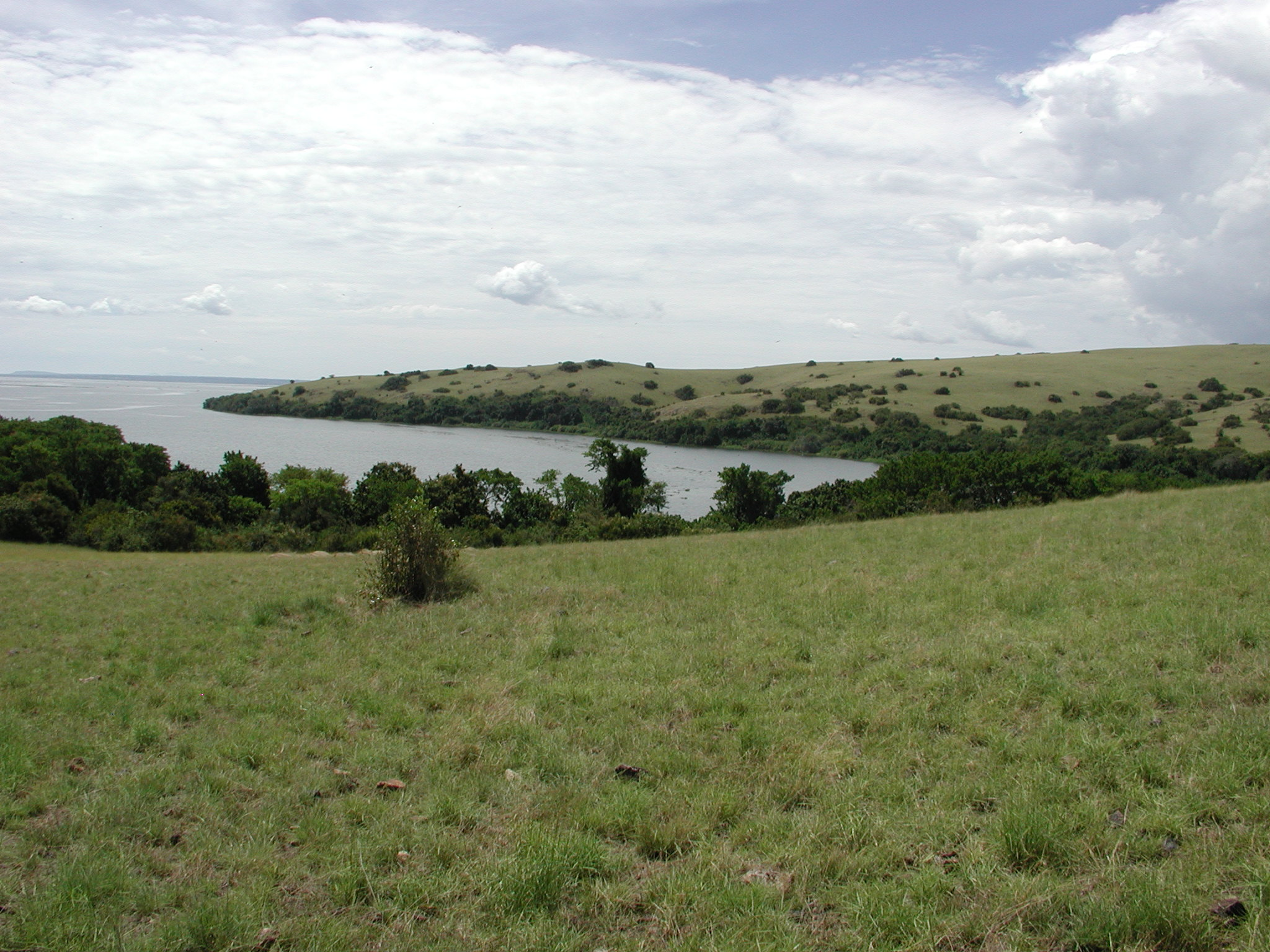
صفير الماء على ضفاف البحيرة في جزيرة نديري

أصبح صفير الماء من الأنواع النباتية الغازية الرئيسية في بحيرة فيكتوريا. ولقد أدى إطلاق كميات كبيرة من مياه الصرف الصحي غير المعالجة (مياه الصرف الصحي) والجريان السطحي الزراعي والصناعي مباشرة إلى بحيرة فيكتوريا على مدى الثلاثين عامًا الماضية إلى زيادة كبيرة في مستويات المغذيات من النيتروجين والفوسفور في البحيرة «مما أدى إلى نمو هائل لصفير المياه الغريبة، التي استعمرت بحيرة في أواخر التسعينيات».  تخلق هذه الحشائش الغازية ظروف نقص الأكسجين (استنفاد كامل لمستويات الأكسجين) في البحيرة مما يمنع تحلل المواد النباتية، مما يرفع مستويات السمية والأمراض لكل من الأسماك والبشر. في الوقت نفسه، تخلق حصيرة المحطة أو «الشبكة» حاجزًا أمام القوارب والعبارات للمناورة، وتعيق الوصول إلى الخط الساحلي، وتتداخل مع توليد الطاقة الكهرومائية، وتعيق دخول المياه للصناعات. من ناحية أخرى، يمكن أن يكون لحصائر صفير الماء تأثير إيجابي على حياة الأسماك من حيث أنها تخلق حاجزًا أمام الصيد الجائر وتسمح بنمو الأسماك، بل إنه كان هناك عودة ظهور لبعض أنواع الأسماك التي يعتقد أنها انقرضت في السنوات الأخيرة. ومع ذلك، لا تزال التأثيرات الإجمالية لصفير الماء غير معروفة.
تم تتبع نمو صفير الماء في بحيرة فيكتوريا منذ عام 1993، ووصل إلى الحد الأقصى من الكتلة الحيوية في عام 1997 ثم انخفض مرة أخرى بحلول نهاية عام 2001.  لوحظ نمو أكبر في الجزء الشمالي من البحيرة، في المناطق المحمية نسبيًا، والتي قد تكون مرتبطة بالأنماط الحالية والطقس ويمكن أن تكون أيضًا بسبب المناخ وظروف المياه، والتي هي أكثر ملاءمة لنمو النباتات (حيث توجد مناطق حضرية كبيرة في الطرف الشمالي من البحيرة، في أوغندا). تمت محاولة السيطرة على الحشائش الغازية يدويًا وإزالتها يدويًا من البحيرة. ومع ذلك، حدثت إعادة النمو بسرعة. كما أجريت تمارين لتوعية الجمهور. في الآونة الأخيرة، تم استخدام تدابير مثل إدخال مفترسات الحشرات الطبيعية، بما في ذلك سوسان مختلفان لصفير الماء وقوارب كبيرة للحصاد والتقطيع، والتي يبدو أنها أكثر فاعلية في القضاء على صفير الماء.  تم إنشاء محطة طاقة خضراء تستخدم صفير الماء المقطوع (ولكن يمكن أيضًا استخدام نفايات أخرى قابلة للتحلل) في مقاطعة كيسومو في عام 2013. بالإضافة إلى الغاز الحيوي الذي تنتجه، منتجها الثانوي يمكن استخدامها كسماد.
تشمل العوامل الأخرى التي قد تكون ساهمت في انخفاض صفير الماء في بحيرة فيكتوريا أنماط الطقس المتغيرة ، مثل النينيو خلال الأشهر القليلة الماضية من عام 1997 والأشهر الستة الأولى من عام 1998 مما أدى إلى ارتفاع مستويات المياه في البحيرة وبالتالي طرد النباتات. قد تكون الرياح العاتية والأمطار جنبًا إلى جنب مع موجاتها اللاحقة قد ألحقت الضرر أيضًا بالنباتات خلال نفس الإطار الزمني. ربما لم يتم تدمير النباتات، وبدلاً من ذلك تم نقلها إلى مكان آخر. بالإضافة إلى ذلك، يمكن أن تلعب جودة المياه، وإمدادات المغذيات، ودرجة الحرارة، والعوامل البيئية الأخرى دورًا. بشكل عام، يمكن ربط توقيت التراجع بكل هذه العوامل وربما معًا، كانوا أكثر فاعلية من أي رادع واحد لوحده. صفير الماء في حالة مغفرة وقد يكون هذا الاتجاه دائمًا إذا استمرت جهود المكافحة.

### التلوث
يرجع تلوث بحيرة فيكتوريا أساسًا إلى تصريف مياه الصرف الصحي الخام في البحيرة، وإلقاء النفايات المنزلية والصناعية، والأسمدة والمواد الكيميائية من المزارع.
يحتوي حوض بحيرة فيكتوريا، على الرغم من كونه ريفيًا بشكل عام، على العديد من المراكز السكانية الرئيسية. وتنتشر شواطئها مع المدن والبلدات الرئيسية، بما في ذلك كيسومو، كيسي، وهوما باي في كينيا. كمبالا، جينجا وعنتيبي في أوغندا؛ وبوكوبا، موانزا، وموسوما في تنزانيا. هذه المدن والبلدات هي أيضًا موطن للعديد من المصانع التي تقوم بتصريف بعض المواد الكيميائية مباشرة في البحيرة أو الأنهار المؤثرة فيها. يفتقر إنشاء الشواطئ الصغيرة والسلطات المحلية حول البحيرة إلى مرافق معالجة مياه الصرف الصحي المناسبة مما يسمح للملوثات بالعثور على طريقها إلى المياه. تقوم أجزاء كبيرة من هذه المناطق الحضرية أيضًا بتصريف مياه الصرف الصحي غير المعالجة (الخام) في النهر ، مما يزيد من التخثث الذي يساعد بدوره على زيادة صفير الماء الغازي. زيادة قطع الأشجار وفعل إزالة الغابات الذي يؤدي إلى التدهور البيئي في المنطقة والحد من امتصاص المواد الكيميائية وتدهور نوعية المياه.

### البيانات البيئية
اعتبارًا من عام 2016، يوجد مستودع بيانات بيئية لبحيرة فيكتوريا. يحتوي المستودع على الخط الساحلي وقياس الأعماق والتلوث ودرجة الحرارة وناقلات الرياح وغيرها من البيانات المهمة لكل من البحيرة والحوض الأوسع.

## التاريخ والاستكشاف
أول المعلومات التي سجلت حول بحيرة فيكتوريا كان تأتي من قبل التجار العرب حيث كانت تبحر القوافل بحثا عن الذهب، العاج، وغيرها من السلع الثمينة، بالإضافة إلى العبيد.

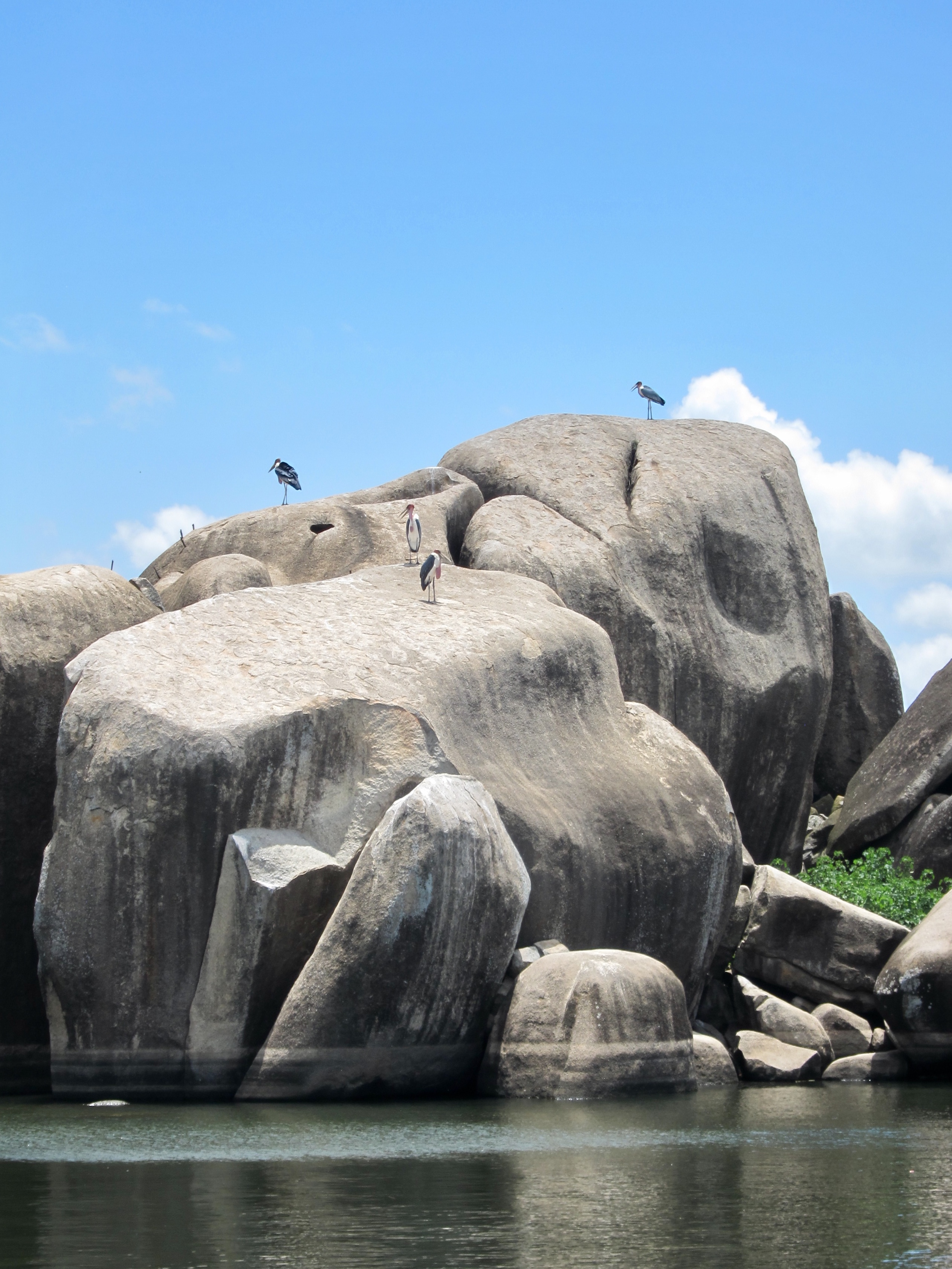
حجر بيسمارك منطقة موانزا

كانت البحيرة معروفة للعديد من الأفارقة في منطقة مستجمعات المياه قبل فترة طويلة من رؤيتها من قبل الأوروبيين في عام 1858 عندما وصل المستكشف البريطاني جون هانينج سبيك إلى شاطئها الجنوبي أثناء رحلته مع ريتشارد فرانسيس بيرتون لاستكشاف وسط إفريقيا وتحديد موقع العظيم. بحيرات. اعتقادًا منه أنه وجد مصدر النيل عند رؤيته هذا «الامتداد الشاسع للمياه المفتوحة» لأول مرة، أطلق سبيك على البحيرة اسم الملكة فيكتوريا. كان بيرتون، الذي كان يتعافى من المرض في ذلك الوقت ويستريح جنوبًا على شواطئ بحيرة تنجانيقا، غاضبًا من أن سبيك ادعى أنه أثبت أن اكتشافه المصدر الحقيقي لنهر النيل، والذي اعتبره بورتون غير مستقر. تلا ذلك نزاع علني للغاية، والذي لم يثير فقط قدرًا كبيرًا من النقاش المكثف داخل المجتمع العلمي في ذلك الوقت، ولكن أيضًا اهتمامًا كبيرًا من قبل المستكشفين الآخرين الحريصين على تأكيد أو دحض اكتشاف سبيك.
في وقت متأخر من عقد 1860 ، فشل المستكشف الإسكتلندي الشهير والتبشيري ديفيد ليفينغستون في محاولتهما للتحقق من اكتشاف سبيك، وبدلا من ذلك دُفعا أيضا إلى أقصى الغرب ودخلا نهر الكونغو بدلا من ذلك. في النهاية، أكد المستكشف الأمريكي الويلزي هنري مورتون ستانلي، في رحلة استكشافية ممولة من صحيفة نيويورك هيرالد، حقيقة اكتشاف سبيك، حيث طاف حول البحيرة وأبلغ عن التدفق الكبير في شلالات ريبون على الشاطئ الشمالي للبحيرة.

## سد نالوبالي

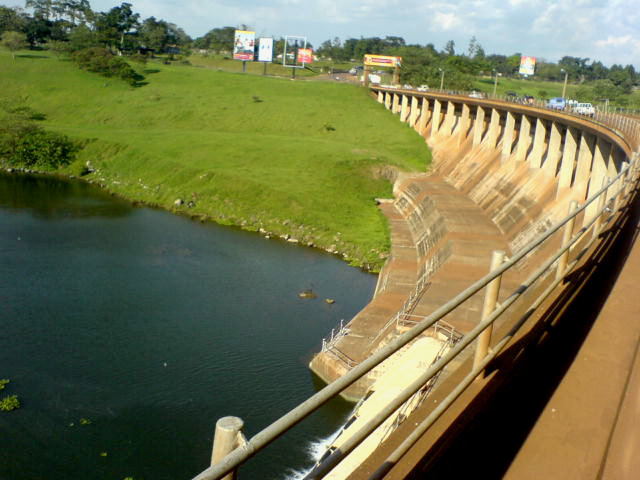
Nalubaale Hydroelectric Power Station في Njeru، أوغندا.

يعد التدفق الوحيد لبحيرة فيكتوريا هو جينجا، أوغندا، حيث يتشكل نهر فيكتوريا. كانت المياه منذ ما لا يقل عن 12000 سنة مضت تتدفق عبر السد الصخري الطبيعي. في عام 1952، قام المهندسون بالنيابة عن حكومة المستعمرة الأوغندية بتفجير السد والخزان لاستبداله بسد اصطناعي للتحكم في مستوى البحيرة وتقليل التآكل التدريجي لسد الصخور. وُضع معيار لمحاكاة معدل التدفق القديم يسمى «المنحنى المتفق عليه»، حيث يُحدد الحد الأقصى لمعدل التدفق عند 300 إلى 1700 متر مكعب في الثانية اعتمادًا على مستوى مياه البحيرة.
في عام 2002، أنجزت أوغندا مجمع الطاقة الكهرومائية الثاني في المنطقة، محطة كيرا للطاقة الكهرومائية، بمساعدة البنك الدولي. بحلول عام 2006، وصلت مستويات المياه في بحيرة فيكتوريا إلى أدنى مستوى لها منذ 80 عامًا، وقد قدر دانييل كول، عالم الهيدرولوجيا المستقل الذي يعيش في نيروبي، كينيا، أن أوغندا كانت تطلق حوالي ضعف كمية المياه المسموح بها بموجب الاتفاقية،  وكان مسؤولاً بشكل أساسي عن الانخفاضات الأخيرة في مستوى البحيرة.

## استخدام المياه
تعتمد العديد من البلدات والمدن على فيكتوريا للحصول على إمدادات المياه والزراعة والاستخدامات الأخرى.

### مخطط مياه لا مادي
مخطط مياه لا مادي هو مشروع للمياه والصرف الصحي يخدم موانزا وبلدات لا مادي وميسونغوي وماغو وبوكوبا وموسوما الواقعة على ضفة بحيرة فيكتوريا. بدأ بنك الاستثمار الأوروبي المشروع في عام 2013 بهدف حماية الصحة البيئية للبحيرة، من خلال تحسين المياه والصرف الصحي للمدن التي يعد تلوثها جزءًا من تدهور البحيرة. يهدف المشروع إلى توفير مياه شرب آمنة لما يقدر بمليون شخص وتحسين الصرف الصحي لمائة ألف شخص. يتم ترشيح الرواسب والمواد الصلبة العالقة باستخدام الرمل الذي يعمل كمنخل. يصبح الماء جاهزًا بعد ذلك للمعالجة بالكلور أو معالجته بطريقة أخرى. يساعد الترشيح الرملي في تقليل الأمراض التي تنقلها المياه ويعتمد على استخدام البيئة المحلية.

## المواصلات
منذ القرن العشرين، كانت عبارات بحيرة فيكتوريا وسيلة نقل مهمة بين أوغندا وتنزانيا وكينيا. الموانئ الرئيسية على البحيرة كيسومو، موانزا، بوكوبا، عنتي، ميناء بيل ، وجينجا. حتى عام 1963، تم تصنيف أسرع وأحدث العبّارة، إم في فيكتوريا، على أنها سفينة بريد ملكية. في عام 1966، تم إنشاء خدمات عبارات القطارات بين كينيا وتنزانيا مع إدخال اوهورو و اوموجا. ويسجل الحدث المساوي للمواصلات في البحيرة هي غرق العبارة بوكوبا فيها في 21 مايو 1996 مما أسفرعن مقتل ما بين 800 و 1000 شخص، مما يجعلها واحدة من أسوأ الكوارث البحرية في إفريقيا.  حدثت مأساة أخرى مؤخرًا في 20 سبتمبر 2018 والتي شملت ركاب العبارة نييريري من تنزانيا والتي تسببت في مقتل أكثر من 200 شخص.

## أعلام
- أبو عبيدة البنشيري